# Campeonato Asiático de Atletismo de 2013 - Lançamento de martelo feminino
A prova do lançamento de martelo feminino do Campeonato Asiático de Atletismo de 2013 foi disputada no dia 7 de julho de 2013 no Shree Shiv Chhatrapati Sports Complex em Pune, na Índia. 

## Recordes
Antes desta competição, os recordes mundiais e do campeonato nesta prova eram os seguintes:
|                       | Nome          | Nacionalidade | Distância | Local     | Data                   |
| --------------------- | ------------- | ------------- | --------- | --------- | ---------------------- |
| Recorde mundial       | Betty Heidler | Alemanha      | 79m 42cm  | Halle     | 21 de maio de 2011     |
| Recorde do campeonato | Zhang Wenxiu  | China         | 72m 07cm  | Guangzhou | 11 de novembro de 2009 |
| Recorde asiático      | Zhang Wenxiu  | China         | 76m 99cm  | Ostrava   | 24 de maio de 2012     |

Os seguintes recordes foram estabelecidos durante esta competição:
| Data       | Evento | Atleta     | Nacionalidade | Distância | Notas                 |
| ---------- | ------ | ---------- | ------------- | --------- | --------------------- |
| 5 de julho | Final  | Wang Zheng | China         | 72m 78cm  | Recorde do campeonato |

## Medalhistas
| Ouro             | Prata              | Bronze           |
| Wang Zheng (CHN) | Liu Tingting (CHN) | Masumi Aya (JPN) |

## Cronograma
Todos os horários são locais (UTC+5:30).
| Data       | Hora  | Evento |
| ---------- | ----- | ------ |
| 5 de julho | 18:45 | Final  |

## Final
A final da prova ocorreu dia 5 de julho às 18:45.
| Posição           | Atleta             | Nacionalidade  | #1    | #2    | #3    | #4    | #5    | #6    | Resultados | Notas                 |
| ----------------- | ------------------ | -------------- | ----- | ----- | ----- | ----- | ----- | ----- | ---------- | --------------------- |
| Medalha de ouro   | Wang Zheng         | China          | 67.03 | 70.17 | 71.93 | x     | 72.78 | x     | 72.78      | Recorde do campeonato |
| Medalha de prata  | Liu Tingting       | China          | 63.97 | 65.79 | 66.38 | 63.57 | 67.16 | x     | 67.16      |                       |
| Medalha de bronze | Masumi Aya         | Japão          | x     | 58.30 | 56.69 | 62.15 | 63.41 | 62.76 | 63.41      |                       |
| 4                 | Kang Na-Ru         | Coreia do Sul  | 59.84 | 61.70 | x     | x     | x     | x     | 61.70      |                       |
| 5                 | Manju Bala         | Índia          | x     | 56.63 | 58.02 | 46.62 | 57.51 | 56.89 | 58.02      |                       |
| 6                 | Gunjan Singh       | Índia          | 52.08 | x     | x     | x     | x     | 55.05 | 55.05      |                       |
| 7                 | Diana Nussupbekova | Cazaquistão    | 54.28 | 52.77 | x     | x     | 50.14 | x     | 54.28      |                       |
| 8                 | Loralie Sermona    | Filipinas      | x     | 49.13 | 50.45 | 48.34 | 50.55 | 50.02 | 50.55      |                       |
| 9                 | Ayna Mammedova     | Turquemenistão |       |       |       |       |       |       | DNS        |                       |

Legenda
| Recorde mundial       | Recorde mundial (World record)               |                       | Recorde africano                      | Recorde africano (African) |                                           | Q | Classificado por posição (Qualified) |
| Recorde do campeonato | Recorde do campeonato (Championship record)  | Recorde da América    | Recorde da América (Americas)         | q                          | Classificado por melhor tempo (Qualified) |   |                                      |
| Melhor marca do ano   | Melhor marca do ano (World leading)          | Recorde asiático      | Recorde asiático (Asian)              | DNS                        | Não largou (Did not start)                |   |                                      |
| Recorde nacional      | Recorde nacional (National record)           | Recorde europeu       | Recorde europeu (European)            | DNF                        | Não terminou (Did not finish)             |   |                                      |
| Recorde pessoal       | Recorde pessoal do atleta (Personal best)    | Recorde da Oceania    | Recorde da Oceania (Oceania)          | DSQ / DQ                   | Desclassificado (Disqualified)            |   |                                      |
| Recorde da temporada  | Recorde da temporada do atleta (Season best) | Recorde sul-americano | Recorde sul-americano (South America) | NM                         | Sem marca (No mark)                       |   |                                      |